# Stegocephalus casadiensis
Stegocephalus casadiensis is een vlokreeftensoort uit de familie van de Stegocephalidae. De wetenschappelijke naam van de soort is voor het eerst geldig gepubliceerd in 1992 door Moore.